# Norris Graham
Pour les articles homonymes, voir Graham.
Norris Graham, né le 25 octobre 1906 à Portland (Oregon) et mort le 9 juillet 1980, est un rameur d'aviron américain.

## Palmarès

### Jeux olympiques
- Los Angeles 1932
  -  Médaille d'or en huit[1].